# Nødsituation
En nødsituation, et nødstilfælde eller nødsfald er en presserende, uventet og normalt farlig situation, der udgør en umiddelbar risiko for helbred, liv, ejendom eller miljø - for en aktør (fx et individ, virksomhed eller stat) - og kræver øjeblikkelig handling.
De fleste nødsituationer kræver øjeblikkelig intervention for at forhindre en forværring af situationen. Afbødning er i nogle situationer den eneste mulighed - og myndighederne kan i disse tilfælde kun tilbyde palliativ pleje af eftervirkningerne.
Mens nogle nødsituationer er selvindlysende (såsom en naturkatastrofe, der truer mange liv), kræver mange mindre hændelser, at en observatør (eller berørt part) afgør, om den kvalificerer som en nødsituation. Den præcise definition af en nødsituation, de involverede myndigheder og de anvendte procedurer varierer fra jurisdiktion til jurisdiktion, og dette fastsættes normalt af regeringen, hvis myndigheder (redningstjenester) er ansvarlige for beredskabsplanlægning og beredskabshåndtering.